# Рајан Крос
Рајан Крос (енгл. Ryan Cross; 6. октобар 1979) бивши је аустралијски рагбиста, који је професионално играо обе верзије овог колективног спорта. Родио се у Сиднеју, његов отац Пол Крос је професионално играо рагби 13. Априла 1998., Рајан је заиграо за Сиднеј рустерсе у НРЛ-у. Постигао је 85 есеја у 143 утакмица за Рустерсе. Играјући рагби 13, два пута је повређивао ногу. Играо је у 3 финала НРЛ-а, али су Рустерси у сва 3 финала поражени. 2006., Пол прелази на рагби 15. Дебитовао је у најјачој лиги на свету 2. фебруара 2007., против Хајлендерса. У првој сезони на сваком мечу играо је стартну поставу и постигао је 3 есеја. У сезони 2008., проглашен је за најбољег играча Вестерн Форса. Селектор Аустралије Роби Динс га је позвао да игра за национални тим. Први есеј у дресу Аустралије постигао је у тест мечу против Француске у јулу 2008. Постигао је и есеј у победи над Ол блексима исте године. Прешао је 2011. у Воратасе из Вестерн Форса, у почетку је улазио у игру са клупе, а онда је заиграо у стартној постави. У дресу Валабиса је укупно постигао 6 есеја у 19 утакмица. Каријеру је завршио у Француској, играо је најпре за Перпињан, па за Расинг 92. 